# Tatia strigata
Tatia strigata är en fiskart som beskrevs av Soares-porto, 1995. Tatia strigata ingår i släktet Tatia och familjen Auchenipteridae. Inga underarter finns listade i Catalogue of Life.